# Regione di Gympie
La regione di Gympie è una Local Government Area che si trova nel Queensland. Essa si estende su una superficie di 6.898 chilometri quadrati e ha una popolazione di 45.749 abitanti. La sede del consiglio si trova a Gympie.